# Tachina nearctica
Tachina nearctica är en tvåvingeart som beskrevs av Arnaud 1992. Tachina nearctica ingår i släktet Tachina och familjen parasitflugor. Inga underarter finns listade i Catalogue of Life.